# Biophytum commersonii
Biophytum commersonii là một loài thực vật có hoa trong họ Chua me đất. Loài này được (Baill.) Guillaumin mô tả khoa học đầu tiên năm 1909.